# Elathur
Elathur es una ciudad y nagar Panchayat situada en el distrito de Erode en el estado de Tamil Nadu (India). Su población es de 7827 habitantes (2011). Se encuentra a 51 km de Erode y a 59km de Coimbatore.

## Demografía
Según el censo de 2011 la población de Elathur era de 3876 habitantes, de los cuales 3951 eran hombres y 4289 eran mujeres. Elathur tiene una tasa media de alfabetización del 60,85%, inferior a la media estatal del 80,09%: la alfabetización masculina es del 71,84%, y la alfabetización femenina del 50,18%.